# Ottavio Quattrocchi
Ottavio Quattrocchi (1938 - 13 de julio de 2013) fue un empresario italiano que estuvo siendo buscado hasta principios de 2009 en la India por cargos criminales por actuar como un conducto para sobornos en el escándalo Bofors. El papel de Quattrocchi en este escándalo, y su proximidad al primer ministro indio Rajiv Gandhi a través de su esposa italiana Sonia Gandhi (Antonia Maino), se cree que han contribuido a la derrota del Partido del Congreso en las elecciones de 1989. En 1999, la Oficina Central de Investigaciones (CBI) nombró a Quattrocchi en un chargesheet como conducto para el soborno de Bofors. El caso contra él fue fortalecido en junio de 2003, cuando la Interpol reveló dos cuentas bancarias, 5A5151516M y 5A5151516L, en poder de Quattrocchi y su esposa María con el banco BSI AG, Londres, que contiene 3 millones de euros y 1 millón de dólares a "curiosamente un gran ahorro para un ejecutivo asalariado". En enero de 2006, estas cuentas bancarias congeladas fueron puestos en libertad de forma inesperada por el ministerio de la ley de la India, al parecer sin el consentimiento de la CBI, que había pedido que se congelen.
El 6 de febrero de 2007, Ottavio Quattrocchi fue detenido en Argentina sobre la base de la orden de la Interpol. La agencia de investigación de la India CBI fue atacado por aguantar un esfuerzo poco entusiasta hacia su extradición y la India perdió el juicio de extradición en junio de 2007, el juez señaló que "ni siquiera se presentan los documentos legales adecuados de la India". En consecuencia, a la India se le pidió para pagar los gastos legales de Ottavio.
El hijo financista de Ottavio, Massimo Quattrocchi, se crio con los hijos de Sonia Gandhi, Rahul y Priyanka Gandhi, que en la actualidad están surgiendo a través de la jerarquía política en la India. Massimo se informó de que el asesoramiento a la empresa con sede en Luxemburgo, Clubinvest, sobre oportunidades de negocios en la India. También informó visitar la India con frecuencia, y el funcionamiento de una oficina en Bangalore. Él estaba presente en la India al momento de la detención en Argentina de su padre en febrero de 2007, y se especula que pudo haber conocido a Priyanka Vadra alrededor de ese tiempo.

## Muerte
Ottavio Quattrocchi murió de un ataque al corazón el 13 de julio de 2013, de Milán, Italia.